# Emánu-Él zsinagóga
Az Emánu-Él zsinagóga volt az első reform zsidó gyülekezet Manhattanben, New Yorkban, amely a judaizmus reform ágának egyik fő jelképévé vált 1845-ös alapítása óta. Nevének jelentése: "Velünk az Isten". Az épület a Fifth Avenue-n található és ez a világ legnagyobb zsidó imaháza (a második, amely egyben Európa legnagyobbja, a budapesti Dohány utcai zsinagóga).
A gyülekezet jelenlegi vezetője Id. Dr. David M. Posner rabbi.

## Híresebb tagok
- Adolph S. Ochs
- Solomon Loeb
- Oscar S. Straus
- Louis Marshall
- Felix M. Warburg
- Irving Lehman
- Lewis L. Strauss
- Herbert H. Lehmann
- Eliot Spitzer